# ایتامار
ایتامار (به عبری: איתמר) یکی از شهرک‌های یهودی‌نشین در نزدیکی شهر نابلوس و در بخش شمالی کرانه باختری رود اردن است.
در این آبادی یهودی‌نشین بیش از ۱۶۰ خانواده از یهودیان ارتدکس زندگی می‌کنند.

## نزاع اعراب و اسرائیل
در مه ۲۰۰۲ میلادی، سه دانش‌آموز اسرائیلی ساکن ایتامار توسط افراد مسلح فلسطینی کشته‌شدند.
در سال ۲۰۰۲ میلادی، یک فلسطینی در شهرک ایتامار پنج اسرائیلی را به ضرب گلوله کشت و شماری را هم زخمی کرد.
در تاریخ ۱۱ مارس ۲۰۱۱ میلادی، یک خانواده اسرائیلی در ایتامار از جمله یک نوزاد سه‌ماهه، دو کودک ۳ و ۱۱ ساله و پدر و مادرشان، در حالی که در منزل‌شان خوابیده بودند، توسط دو مرد مسلح فلسطینی، با سلاح سرد سلاخی شدند. بریگاد الاقصی که از شاخه‌های نظامی سازمان حماس است، مسئولیت این جنایت را برعهده گرفت. بریگاد الاقصی طی بیانیه‌ای این قتل خونین را «عملیاتی قهرمانانه» نامید.